# Hydromys chrysogaster
Il ratto d'acqua comune o rakali (Hydromys chrysogaster  E.Geoffroy, 1804) è un roditore della famiglia dei Muridi, diffuso nell'Ecozona australasiana.

## Descrizione

### Dimensioni
Roditore di grandi dimensioni, con la lunghezza della testa e del corpo tra 300 e 390 mm, la lunghezza della coda tra 230 e 320 mm, la lunghezza del piede tra 55 e 76 mm, la lunghezza delle orecchie tra 15 e 20 mm e un peso fino a 1,2 kg.

### Aspetto
Il corpo è snello, con una pelliccia molto densa e lucida. Il colore delle parti superiori è bruno-nerastro nei maschi, tendente al grigiastro nelle femmine, mentre le parti ventrali variano dal bianco-grigiastro al bianco-giallastro con la base dei peli grigio chiaro. Il muso è largo, il labbro superiore è insolitamente rigonfio e ricoperto fittamente di lunghe vibrisse, gli occhi sono piccoli, le narici sono posizionate sulla parte dorsale. Le orecchie sono relativamente corte. I piedi sono larghi e le tre dita centrali sono parzialmente palmate. La coda è più corta della testa e del corpo, è ricoperta densamente di lunghi peli nerastri e con l'estremità bianca. Il cariotipo è 2n=48 FN=52.

## Biologia

### Comportamento

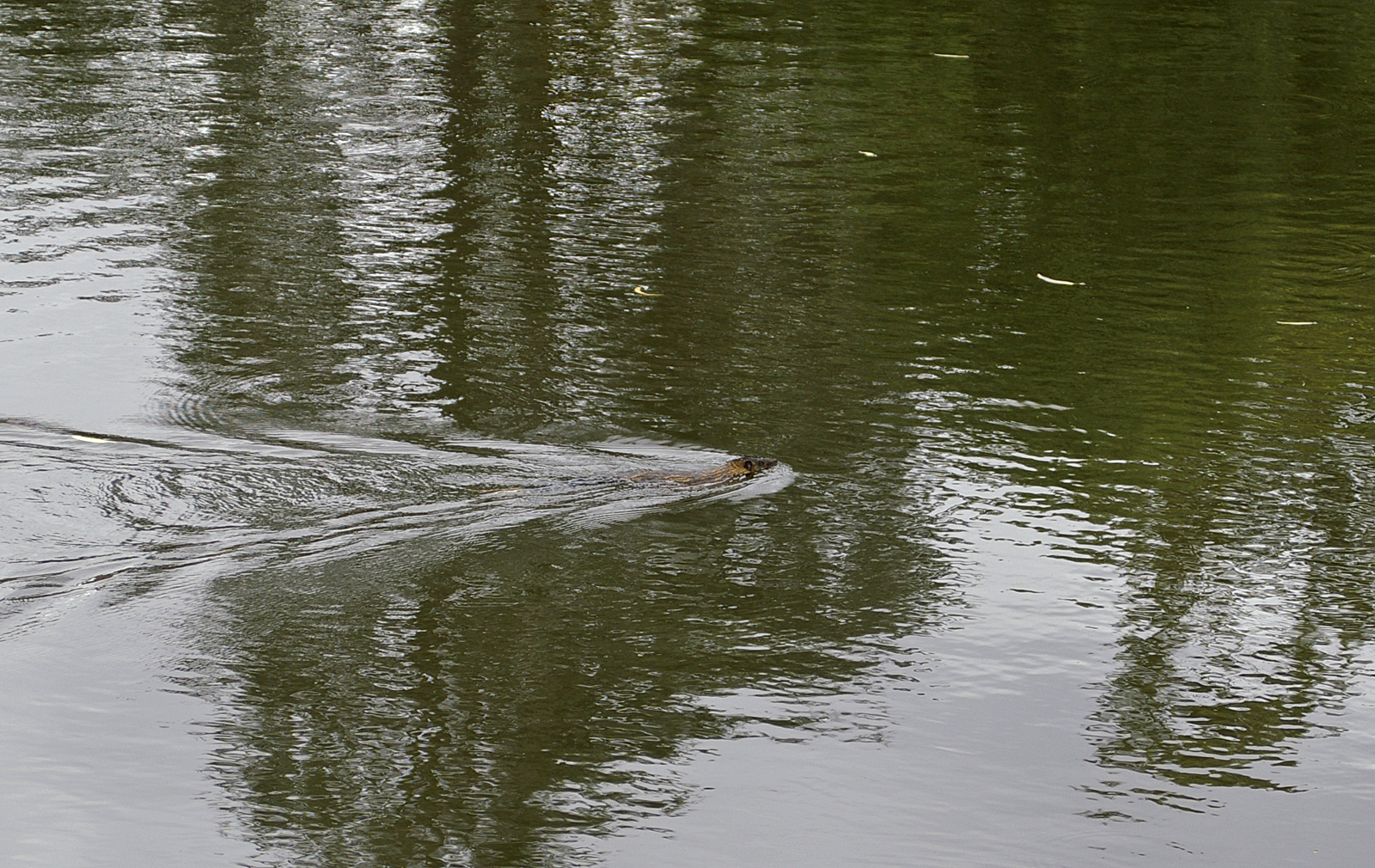
Ratto d'acqua che nuota in un fiume

È una specie acquatica e notturna, sebbene sia stata osservata anche di giorno, con picchi di attività verso le prime ore del tramonto. Scava tane e cunicoli sulle sponde dei corsi d'acqua. È marcatamente territoriale e diventa molto aggressiva in aree ad elevata densità.

### Alimentazione
Si nutre di invertebrati acquatici, pesci e insetti come il ditisco oppure varie specie di Hemiptera. Meno frequentemente fanno parte della dieta anche rane, rettili, piccoli mammiferi, uccelli, molluschi, ragni e durante i periodi di scarsa disponibilità anche di piante. Preferisce trasportare il cibo fuori dall'acqua e mangiarlo in aree riparate.

### Riproduzione
Si riproduce in qualsiasi periodo dell'anno, con picchi tra settembre e gennaio. Le femmine partoriscono 3-4 piccoli fino a 5 volte l'anno se sono presenti condizioni ambientali favorevoli. L'allattamento dura per circa 4 settimane. Le femmine raggiungono la maturità sessuale a 4 mesi.

## Distribuzione e habitat
Questa specie è diffusa in Australia, Tasmania, Isole Molucche, Nuova Guinea ed alcune isole vicine.
Vive in associazione ad habitat permanentemente acquatici fino a 1.900 metri di altitudine. È presente anche in mangrovie, estuari e zone irrigate artificialmente.

## Tassonomia
Sono state riconosciute 5 sottospecie:
- H.c.chrysogaster: Tasmania, Isola Flinders;
- H.c.beccarii (Peters, 1875): Nuova Guinea, Isole Aru; Isole Kai: Kai Besar; Obi, Salawati, Yapen; Isole Schouten: Biak-Supiori, Numfor; Isole di D'Entrecasteaux: Normanby, Fergusson, Goodenough; Isole Trobriand: Kiriwina; Australia Occidentale settentrionale, Territorio del Nord settentrionale, Groote Eylandt, Isola Mornington, Isola Melville;
- H.c.fuliginosus (Gould, 1853): Australia Occidentale sud-occidentale;
- H.c.fulvolavatus (Gould, 1853): Australia Meridionale sud-orientale; Nuovo Galles del Sud, Victoria, Queensland centrale e meridionale;
- H.c.reginae: (Thomas & Dollman, 1909): Capo York, Queensland settentrionale, Isola Moa, nello Stretto di Torres.

## Conservazione
La IUCN Red List, considerato il vasto areale e la popolazione numerosa, classifica H.chrysogaster come specie a rischio minimo (Least Concern).